# HMS Rutherford (K558)
HMS Rutherford (K558) là một tàu frigate lớp Captain của Hải quân Hoàng gia Anh hoạt động trong Chiến tranh Thế giới thứ hai. Nó nguyên được Hoa Kỳ chế tạo như chiếc DE-93 (chưa đặt tên), một tàu hộ tống khu trục lớp Buckley, và chuyển giao cho Anh Quốc theo Chương trình Cho thuê-Cho mượn (Lend-Lease). Tên nó được đặt theo Đại tá Hải quân William Gordon Rutherfurd (1765-1818), hạm trưởng chiếc HMS Swiftsure (1804) và đã từng tham gia các cuộc Chiến tranh Cách mạng Pháp và Chiến tranh Napoleon. Nó đã phục vụ cho đến khi chiến tranh kết thúc tại Châu Âu, hoàn trả cho Hoa Kỳ năm 1945, và cuối cùng bị bán để tháo dỡ vào năm 1946.

## Thiết kế và chế tạo
Buckley là một trong số sáu lớp tàu hộ tống khu trục được Hải quân Hoa Kỳ chế tạo nhằm đáp ứng nhu cầu hộ tống vận tải trong Thế Chiến II, sau khi Hoa Kỳ chính thức tham chiến vào cuối năm 1941. Chúng hầu như tương tự nhau, chỉ với những khác biệt về hệ thống động lực và vũ khí trang bị. Động cơ của phân lớp Backley bao gồm hai turbine hơi nước General Electric để dẫn động hai máy phát điện vận hành hai trục chân vịt, và dàn vũ khí chính bao gồm 3 khẩu pháo pháo 3 in (76 mm)/50 cal.
Những chiếc phân lớp Buckley (TE) có chiều dài ở mực nước 300 ft (91 m) và chiều dài chung 306 ft (93 m); mạn tàu rộng 37 ft 1 in (11,30 m) và độ sâu mớn nước khi đầy tải là 11 ft 3 in (3,43 m). Chúng có trọng lượng choán nước tiêu chuẩn 1.430 tấn Anh (1.450 t); và lên đến 1.823 tấn Anh (1.852 t) khi đầy tải. Hệ thống động lực bao gồm hai nồi hơi và hai turbine hơi nước General Electric công suất 13.500 mã lực (10.100 kW), dẫn động hai máy phát điện công suất 9.200 kilôwatt (12.300 hp) để vận hành hai trục chân vịt;  công suất 12.000 hp (8.900 kW) cho phép đạt được tốc độ tối đa 23 kn (26 mph; 43 km/h). Con tàu mang theo 359 tấn Anh (365 t) dầu đốt, cho phép di chuyển đến 6.000 nmi (6.900 mi; 11.000 km) ở vận tốc đường trường 12 kn (14 mph; 22 km/h).
Vũ khí trang bị bao gồm pháo 3 in (76 mm)/50 cal trên ba tháp pháo nòng đơn đa dụng (có thể đối hạm hoặc phòng không), gồm hai khẩu phía mũi và một khẩu phía đuôi. Vũ khí phòng không tầm gần bao gồm hai pháo Bofors 40 mm và tám pháo phòng không Oerlikon 20 mm. Con tàu có ba ống phóng ngư lôi Mark 15 21 inch (533 mm). Vũ khí chống ngầm bao gồm một dàn súng cối chống tàu ngầm Hedgehog Mk. 10 (có 24 nòng và mang theo 144 quả đạn); hai đường ray Mk. 9 và bốn máy phóng K3 Mk. 6 để thả mìn sâu. Thủy thủ đoàn đầy đủ bao gồm 200 sĩ quan và thủy thủ.
Rutherford được đặt lườn như là chiếc DE-93 (chưa đặt tên) tại xưởng tàu của hãng Bethlehem-Hingham Steel Shipyard ở Hingham, Massachusetts vào ngày 4 tháng 8, 1943 và được hạ thủy vào ngày 23 tháng 10, 1943. Con tàu được chuyển giao cho Anh Quốc và nhập biên chế cùng Hải quân Anh như là chiếc HMS Rutherford (K558) vào ngày 16 tháng 12, 1943 dưới quyền chỉ huy của Hạm trưởng, Đại úy Hải quân John Geoffrey Brookes.

## Lịch sử hoạt động
Hoàn tất việc chạy thử máy tai khu vực Casco Bay, Maine vào tháng 1, 1944, Rutherford đi đến vùng biển Bermuda để thực hành huấn luyện. Sau khi hoàn tất mọi việc chuẩn bị vào tháng 3, nó lên đường đi Halifax, Nova Scotia, Canada, và đã chịu đựng hư hại trên đường đi do va phải chướng ngại vật ngằm dưới nước. Con tàu được sửa chữa tại Halifax, và sau khi hoàn tất đã lên đường vượt Đại Tây Dương để đi sang Belfast, Bắc Ireland, đến nơi vào ngày 26 tháng 3. Nó vào một xưởng tàu để được cải biến cho phù hợp với hoạt động của Hải quân Anh.
Sau khi hoàn tất công việc vào tháng 5, Rutherford được điều động về Chi hạm đội Khu trục 1 đặt căn cứ tại Harwich, Anh, và đảm nhiệm vai trò hộ tống vận tải đồng thời hoạt động như tàu Frigate Kiểm soát Lực lượng Duyên hải (CFCF). Trong vai trò này con tàu chỉ huy một chi hạm đội xuồng phóng lôi MTB (Motor Torpedo Boat) hoạt động tại eo biển Manche và Bắc Hải nhằm đối phó các tàu E-Boat đối phương; sử dụng ưu thế được trang bị radar, nó phát hiện sớm các tàu E-boat và dẫn đường cho các tàu MTB đánh chặn từ xa trước khi đối phương đánh phá các đoàn tàu vận tải Đồng Minh. Đến tháng 6, nó đi đến Harwich để hoạt động cùng các tàu chị em Cosby (K559) và Cubitt (K512).
Khi diễn ra cuộc đổ bộ Normandy vào ngày 6 tháng 6, 1944, Rutherford đã không tham dự trực tiếp vào cuộc đổ bộ ban đầu, nhưng sau đó đã hộ tống các tàu vận tải vận chuyển lực lượng tăng viện và tiếp liệu từ khu vực cửa sông Thames đi sang các bãi đổ bộ. Nó làm nhiệm vụ này cho đến tháng 8. 
Vào tháng 9, Rutherford quay lại nhiệm vụ CFCF tại Harwich, hoạt động tại khu vực cửa sông Thames và Bắc Hải cho đến tháng 11. Sang tháng 12, nó chuyển trọng tâm hoạt động sang khu vực bờ biển Bỉ và Hà Lan, đối đầu với các chi hạm đội tàu E-Boat Đức bị máy bay tuần tra Đồng Minh phát hiện, gây cho chúng nhiều tổn thất. Từ tháng 1 đến tháng 3, 1945, nó bảo vệ các đoàn tàu vận tải đi sang các cảng châu Âu cũng như nhiệm vụ CFCF tại khu vực cửa sông Scheldt. Đến tháng 4, nó cùng tàu chị em Cubitt chuyển đến hoạt động ngoài khơi bờ biển Bỉ và Hà Lan.
Trong một cuộc đụng độ với một chi hạm đội tàu E-Boat đối phương vào ngày 7 tháng 4, Rutherford đã gây hư hại nặng cho hai chiếc E-boat, và sau đó cứu vớt thủy thủ đoàn Anh từ hai chiếc HMS MTB-494 và HMS MTB-5001, sau khi tàu của họ bị đắm sau trận chiến ngắn nhưng ác liệt. Sang ngày 9 tháng 4, nó lại đánh chặn một tốp tàu E-boat ngoài khơi Ostend, Bỉ sau khi bị máy bay tuần tra Đồng Minh phát hiện, và đã đánh chìm hai chiếc trong số chúng trong một cuộc đụng độ ngắn.
Sau khi chiến tranh chấm dứt tại châu Âu vào đầu tháng 5, Rutherford được chọn để cải biến thành một tàu dẫn đường máy bay tiêm kích để phục vụ cùng Hạm đội Thái Bình Dương Anh Quốc. Nó đi đến một xưởng tàu tư nhân để bắt đầu được cải biến; tuy nhiên công việc chưa hoàn thành vào lúc Nhật Bản chấp nhận đầu hàng vào ngày 15 tháng 8 giúp kết thúc cuộc xung đột. Vì vậy công việc cải biến bị hủy bỏ.
Rutherford được chính thức hoàn trả cho Hoa Kỳ vào ngày 25 tháng 10, 1945, nhằm giảm bớt chi phí mà Anh phải trả cho Hoa Kỳ trong Chương trình Cho thuê-Cho mượn (Lend-Lease). Do dư thừa so với nhu cầu về tàu chiến sau khi chiến tranh đã chấm dứt, nó được rút tên khỏi danh sách Đăng bạ Hải quân Hoa Kỳ vào ngày 19 tháng 12, 1945 và bị bán để tháo dỡ vào tháng 5, 1946.